# 梶田繁政
梶田 繁政（かじた しげまさ、? - 1628年8月1日（寛永5年7月2日））は、戦国武将。岐阜県加茂郡富加町にあたる美濃国加治田村出身。通称・新助。官位は出雲守。俗名、梶田出雲守源繁政。位は前雲州勲庵宗功禅門。初め加治田繁政とも。父は梶田直繁（加治田直繁）、子に梶田政村・梶田繁成

## 概略
父と共に豊臣秀吉に川並衆として旗本で仕え、後に福島正則の家老となる。
繁政は岐阜城の戦いにおいて織田秀信の岐阜城を攻めたときに、敵5人と渡り合って2人を討ち取り、1人に手傷を負わせて、なおも残りの2人を手捕りにしようと戦っていたが敵の勢いに息も続かず辟易して一時退却した。
関ヶ原本戦（関ヶ原の戦い）にて蜂須賀や、可児吉長と共に雌雄を争い、大谷吉継の陣へ攻め入大功をあらわし、宇喜多秀家の陣へ突入、十字無盡に働いて大将株の首級を3つ取った。徳川家康の本陣へ持ち帰り、首実検を行った。
家康より、「大将首三級を得たるは大きな働きなりとて、御感賞なし下され御感の余り、其功を子孫に残し示す為、首を三級盆にのせ、此を家紋として、長く伝へよ」と言われ、難有破格の御意を賜り、面目を施した。その時に、加治田を改め梶田とした。
関ヶ原の戦い後、可児吉長と共に福島正則に仕え、備後三原城の守りにつく。慶長8年（1603年）4月14日付の奉行宛の免請状によると貢租徴収者として「御代官梶田新介」の名が見える。「三原かけ持」という任務で尾関右衛門太郎・松田下総・上月豊後・間島美作らとの連帯責任で備後地方の民政の統括にあたった。
その後、福島が改易されたのち、春日井の下市場に帰り、隠居した。

## 子孫
- 尾張藩主徳川義直は繁政を仕官させようとしたが、老齢のゆえをもって辞退し、代って嫡子の新助政村が義直に仕えた[1][4]。

## 人物・逸話
- 繁政の代になって、出身地の加冶田から梶田に改めた。
- 小田孫兵衛という武将を正則へ任官を薦め、福島の家臣となった。
- 清和源氏の系譜、武田信賢から数えて、8代目と言う。

## 史料
- 「其迄は竹田菱の家紋の処此の時に、一の上に丸の巴に似たるといえども、左右巻きなれば、巴に非ず後の人好く之覚え置くべし、此の時より此の時より加治田を改め梶田とす」とある[2]。
- 五輪塔には「梶田氏元祖」の石柱碑がある。